# Alberto Rodríguez Martín
Alberto Rodríguez Martín, más conocido como Alberto Rodríguez (Las Palmas de Gran Canaria, España, 31 de diciembre de 1992), es un futbolista español que juega de defensa para el Mohun Bagan Super Giant de la Superliga de India.

## Trayectoria
Es un defensa formado en la cantera del Arucas C. F., en el que jugó desde 2011 a 2016 tanto en la Interinsular Preferente de Las Palmas como en la Tercera División de España. En la temporada 2016-17, fichó por el Villarrubia C. F. de la Tercera División de España. En 2017, firmó por la U. D. Tamaraceite en Primera Regional y con el que lograría tres ascensos hasta competir en la categoría de bronce del fútbol español.
En la temporada 2019-20, jugando en la Tercera División de España, logró el ascenso a la Segunda División B de España. En la temporada 2020-21, disputa 23 partidos en Segunda División B, en los que anota dos goles.
El 27 de julio de 2021, tras un período de prueba, firmó con el C. D. Lugo de la Segunda División de España por una temporada.
El 12 de junio de 2023, firma por el Persib Bandung de la Liga 1 de Indonesia.

## Clubes
| Club                    | País      | Año       |
| ----------------------- | --------- | --------- |
| Arucas C. F.            | España    | 2011-2016 |
| Villarrubia C. F.       | España    | 2016-2017 |
| U. D. Tamaraceite       | España    | 2017-2021 |
| C. D. Lugo              | España    | 2021-2023 |
| Persib Bandung          | Indonesia | 2023-2024 |
| Mohun Bagan Super Giant | India     | 2024-     |